# Simplicidade (filosofia)
O princípio da simplicidade é uma noção filosófica presente em diversas escolas de pensamento. Não há um enunciado claro que o defina de forma satisfatória em todas as situações. Apesar da variação conceitual na literatura acadêmica, de forma geral, quando se fala em princípio da simplicidade, assume-se que quando duas teorias com o mesmo fim têm conclusões semelhantes, a mais simples é sempre preferível. Em alguns casos, esse princípio é adotado por pura comodidade; em outros, argumenta-se que tal proposição é um axioma da lógica e da ciência.

## História
Não se sabe em que momento da história surgiu a figura da simplicidade como virtude teórica, mas é possível apontar diversos pensadores, dentre teólogos, cientistas e filósofos, da antiguidade clássica à idade contemporânea, que utilizaram o conceito em suas obras. Por exemplo, cerca de 350 a.C., Aristóteles de Estagira publicou, em sua obra Analíticos Posteriores:
Podemos assumir superioridade na demonstração que deriva do menor número de postulados ou hipóteses. 
Já no período medieval, Tomás de Aquino escreveu:
Se uma coisa pode ser feita adequadamente através de um único processo, é supérfluo fazê-la por vários; a natureza não emprega dois instrumentos onde apenas um é suficiente. 
Na obra Crítica da Razão Pura, Kant suporta a máxima de que “princípios não devem ser derivados além da necessidade” (entia praeter necessitatem non esse multiplicanda). Essa noção assemelha-se à conceituação corrente da navalha de Occam, o princípio da simplicidade mais famoso. Versões semelhantes foram adotadas por Galileu e Newton nos séculos 16 e 17. Na idade contemporânea, um exemplo de peso é Einstein:
O grande objetivo da ciência é explicar o maior número possível de fatos empíricos e deduções lógicas a partir do menor número possível de hipóteses ou axiomas.

## Abordagens

### Científica
Na ciência, especialmente nas áreas de estudo elementares (como a física e a química), mas também na biologia e outras, a simplicidade é valorizada como atributo de teorias eficientes. O estudo científico da simplicidade visa, sobretudo no contexto da aplicação desta como princípio metodológico, determinar se ela é, de fato, um princípio fundamental da natureza ou apenas uma questão de análise subjetiva. Nesse sentido,  a segunda lei da termodinâmica é frequentemente apontada como indício de que a matéria tende a se organizar de forma simples.

### Metacientífica
Uma abordagem metacientífica do princípio da simplicidade é, basicamente, uma forma de justificativa metafísica para a aplicação do conceito nas matérias de cunho científico. Para o metafísico, a navalha de Occam é apenas uma expressão metodológica de uma simplicidade intrínseca à natureza das coisas. A crença de que a natureza é governada por leis simples tem sido sustentada por grandes cientistas; por exemplo, no livro Where is science going?, Max Planck e Albert Einstein declararam que “a cada avanço importante, com a evolução da experimentação, o físico descobre novamente formas mais e mais simples das leis fundamentais”.

### Outras
Como consequência da vastidão de correntes filosóficas e particularidades de cada escola de pensamento, o léxico filosófico abarca significados diversos para o conceito de simplicidade, alguns inclusive opostos. No campo da filosofia do direito, um exemplo de abordagem para a simplicidade é o emprego por Robert Alexy da simplicidade como fator e produto nas suas fórmulas constitucionais da teoria dos direitos fundamentais. Outro exemplo é o estudo da simplicidade como princípio otimizador das leis. 

## Aplicações

### Matemática
Além da abordagem da simplicidade pela filosofia da matemática, há diversos campos de estudos com aplicações práticas que inserem a simplicidade como conceito técnico ou fenômeno observável e estudado. Na topologia, por exemplo, a simplicidade aparece como subproduto da qualidade algébrica fundamental da conectividade. Já na lógica booleana, há a simplificação (ou eliminação da conjunção) como ferramenta prática. Ainda que diferentes à primeira vista, tais aplicações são consequências dos conceitos provenientes do estudo filosófico da matemática.

### Biologia
Na biologia, uma das aplicações frequentes do princípio filosófico da simplicidade é o princípio da máxima parcimônia, um método comum utilizado na filogenética computacional baseado na navalha de Occam.

### Ciência da complexidade
A simplicidade é um conceito-chave no ramo da ciência da complexidade, um campo de estudo emergente no meio científico que visa a apreciação dos sistemas complexos por meio de uma abordagem multidisciplinar.